# 下渡橋 (長良川)
下渡橋（しもわたりばし）は、岐阜県美濃市の長良川にかかる市道の橋である。現在の橋は2代目である。

## 概要
- 供用開始：1991年（平成3年）
- 延長：180.0 m
- 橋梁形式：下路平行弦ワートラス、桁橋
- 所在地：岐阜県美濃市横越 - 美濃市中央

1931年（昭和6年）に架橋された初代の下渡橋は、3径間連続鋼トラス補剛の吊り橋であった。長さ143.3m、主塔はRC構造。